# جوناس كيمارايس
جوناس كيمارايس هو سياسي برازيلي، ولد في 7 مايو 1951 في Lavínia ‏ في البرازيل. نشط حزبياً في الحزب الاشتراكي البرازيلي. وقد انتخب state deputy of Paraná ‏ عن دائرة بارانا خلال فترته النيابية ‏.